# 제임스 밴앨런
제임스 앨프리드 밴앨런(영어: James Alfred Van Allen, 1914-2006)은 미국의 물리학자이다. 지구를 둘러싼 대전입자가 모여 있는 두 개의 띠인 밴앨런대를 발견했다. 밴앨런대는 지구를 두 겹으로 둘러싸고 있어서 내대와 외대로 구분한다. 지표면에서 1,000-5,000km 떨어진 내대는 태양계 밖에서 온 높은 에너지의 우주선이 지구 대기의 분자나 원자와 충돌할 때 생기는 입자로 구성된다. 지표면에서 15,000-25,000km 떨어진 외대는 주로 태양풍과 태양플레어에서 온 입자로 구성되어 있다. 태양 활동이 강해지면 밴앨런대를 교란시켜 자기폭풍을 일으키고, 오로라를 형성한다. 또한 밴앨런대가 교란되면 장거리 무선통신을 방해한다.

## 같이 보기
- 스푸트니크 충격
- 파이어니어 10호

## 참고 자료
- 이 문서에는 다음커뮤니케이션(현 카카오)에서 GFDL 또는 CC-SA 라이선스로 배포한 글로벌 세계대백과사전의 내용을 기초로 작성된 글이 포함되어 있습니다.

| 전임 드와이트 D. 아이젠하워 | 제34대 타임 올해의 인물 1960년 | 후임 존 F. 케네디 |